# Cteisella
Cteisella là một chi bọ cánh cứng trong họ Chrysomelidae.
Chi này được Weise miêu tả khoa học năm 1896.

## Các loài
Các loài trong chi này gồm:
- Cteisella flava Borowiec, 2004
- Cteisella virescens (Boheman, 1855)